# Іст-Спар – Варанус-Айленд
Іст-Спар — Варанус-Айленд — офшорний газопровід у Індійському океані, біля західного узбережжя Австралії.
У 1996 році почалась розробка офшорного газового родовища Іст-Спар, продукція якого надходить на газопереробний завод на острові Варанус-Айленд. Для цього проклали трубопровід довжиною 65 кілометрів та діаметром 350 мм, що починається в районі з глибиною моря 95 метрів. Пропускну здатність трубопроводу визначили як 3,3 млн м³ на добу.
У 2011-му стартувала розробка родовища Halyard, розташованого в районі з глибиною 105 метрів. Його платформу підключили до Іст-Спар за допомогою газопроводу довжиною 16 кілометрів та діаметром 250 мм.
Можливо також відзначити, що в подальшому трасу Іст-Спар — Варанус-Айленд перетнула набагато потужніша система Горгон/Джанз-Іо – Барроу, що прямує до заводу зі зрідження природного газу Горгон ЗПГ на острові Барроу.